# Massacre de Boali (2013)
Pour les articles homonymes, voir Massacre de Boali (2014) et Boali (homonymie).
- Bouca
- Gaga
- Bouar
- Massacre de Bouar
- Incendie de Camp Bangui
- 1er Massacre de Boali
- 2e Bangui
- Bossangoa
- Opération Sangaris
- Bozoum
- Massacre de Bohong
- Massacre de Bossembélé‎
- Massacre de Bossemptélé
- Massacre de Baoro
- 2e Massacre de Boali
- 1er Grimari
- 2e Grimari
- Boguila
- Batangafo

Le massacre de Boali a lieu lors de la guerre civile de Centrafrique.

## Déroulement
Selon le gouvernement centrafricain, le 2 décembre 2013 des insurgés Anti-Balaka commettent un massacre à Boali, à 80 kilomètres au nord de Bangui. Vers 18 heures, une quarantaine d'hommes armés de machettes, de couteaux et de fusils de brousse attaquent un campement d'éleveurs peuls mbororos musulmans. Selon des sources médicales au moins 12 personnes sont tuées, dont des enfants. Une dizaine d'enfants sont blessés à l'arme blanche et d'après le gouvernement, une femme enceinte est éventrée,. 
Les blessés sont conduits à Bangui et le lendemain, des forces sont envoyées en renfort à Boali par le gouvernement. Cependant des représailles sont commises et des centaines de civils prennent la fuite. Selon des témoins plusieurs personnes sont abattues par d'anciens miliciens de la Seleka ou par des Peuls. Les violences prennent un caractère religieux, les membres de la Seleka étant majoritairement musulmans tandis que les Anti-balaka sont généralement chrétiens ou animistes, .